# Skagen Kommune
| Strukturdaten       | Strukturdaten         |
| ------------------- | --------------------- |
| Sitz der Verwaltung | Skagen                |
| Fläche              | 142,90 km²            |
| Einwohner           | 12.027 (2004)         |
| Kommune seit 2007   | Frederikshavn Kommune |

Skagen Kommune war bis Dezember 2006 eine dänische Kommune im damaligen Nordjyllands Amt im Norden Jütlands. Seit Januar 2007 ist sie zusammen mit der “alten” Frederikshavn Kommune und der Sæby Kommune Teil der neuen Frederikshavn Kommune.